# Thomas Bacher
Thomas Bacher (* 21. Dezember 1863 in Traubing; † 21. November 1945 in Westerham) war der Haberfeldmeister des letzten großen Haberfeldtreibens 1893 in Miesbach und später Funktionär der Bayerischen Trachtenpflege.

## Biografie
Bacher wurde mit 12 Jahren Vollwaise und musste sich seinen Lebensunterhalt selbst verdienen. Er kam beim „Kainz'n-Bauer“ im Miesbacher Raum unter. Später arbeitete er als Holzknecht und fand eine Anstellung als Knecht im „Bräu“, dem Gasthaus Schäffler in Westerham, was ihm den Spitznamen „Bräu-Thama“ eintrug. Er arbeitete sich letztlich bis zum Ökonomie-Baumeister (alte Bezeichnung für den Leiter eines landwirtschaftlichen Betriebs) hoch.
1886 wurde er mit nur 23 Jahren zum Haberfeldmeister gewählt, dem Anführer des Habererbundes. Das Haberfeldtreiben war ursprünglich ein Sühnebrauch, bei dem mit Krach und Spottversen vor der Wohnstatt einer Person, der unsittliches oder unehrenhaftes Verhalten vorgeworfen wurde, auf das Fehlverhalten aufmerksam gemacht wurde. Weil sich der Brauch im Laufe der Zeit zu Massenveranstaltungen mit gewalttätigen Zügen entwickelt hatte, war er von der Obrigkeit 1834 verboten worden. Unter Bachers Führung stieg die Teilnehmerzahl des Geheimbundes von zuletzt 30 bis 40 Männern wieder auf rund 200 Personen an. Er führte das Miesbacher Haberfeldtreiben von 1893 an, das von der Polizei mit Schusswaffengebrauch beendet wurde und das letzte große Haberfeldtreiben war. Nachdem er zunächst unerkannt entkommen war, wurde er 1896 verhaftet. Der im April desselben Jahres festgesetzte „Killi-Hausl“ (Balthasar Killi) hatte im Gefängnis gegen Bacher und andere ausgesagt. Es folgte eine Verhaftungswelle und bis Mai 1897 wurden 94 Haberfeldtreiber zu Gefängnisstrafen verurteilt. Bacher hingegen verweigerte die Aussage und bewahrte damit Dutzende von Bauern vor der Verurteilung. Er wurde zu fünfeinhalb Jahren Haft verurteilt und wegen guter Führung 1900 frühzeitig entlassen. Nach eigenen Angaben wurde ihm nach seiner Entlassung auf dem Bahnhof in Aibling ein großer Empfang zuteil. Die Dankbarkeit der durch seine Verschwiegenheit verschonten Haberer und deren Angehörigen war ihm sicher und sollte „ein Leben lang anhalten“.
Nach seiner Haft engagierte sich Bacher in der Traditionspflege. 1905 trat er in den Westerhamer Trachtenverein ein und wurde im selben Jahr als Nachfolger von Max Valentiner dessen Erster Vorsitzender. 1907 führte er dort als Festtagshut einen Stopselhut ein, dessen Schmuck aus weißer Gockelfeder, waxem Laub (Stechpalme) und roten Röserln sich an Haberer-Symbolik anlehnt. Dieser Hut ist bis heute in Gebrauch. Bis 1920 blieb Bacher Vorsitzender und wurde im April 1919 zum Ersten Gauvorstand des Gauverbandes I gewählt. Der Verband war 1890 gegründet worden. Bacher war der erste Vorstand nach dem Ersten Weltkrieg und musste das Vereinsleben neu aufbauen.
1925 wurde Bacher außerdem Gründungsvorsitzender des Dachverbandes „Vereinigte Trachtenverbände des bayerischen Oberlandes“, der später zu „Vereinigte Bayerische Trachtenverbände“, heute  Bayerischer Trachtenverband, umfirmierte. Der Dachverband vereinte 1925 zehn Gauverbände mit 303 Vereinen und 19.135 Trachtlern. Der Verband initiierte den Rosenheimer Trachtenaufmarsch von 1930, der von Rosenheimer Trachtenvereinen organisiert wurde. Bacher war als Verbandsvorsitzender auch Teil des sechsköpfigen Festkomitees. 1930 hatte der Verband rund 24.000 Mitglieder, von denen rund 10 000 zum Festumzug am 17. August 1930 kamen.
In der Zeit des Nationalsozialismus wurden die Trachtenvereine in die Kraft-durch-Freude-Organisation eingegliedert, eine eigenständige Vereinsarbeit war nicht möglich. Die traditionellen Festgottesdienste bei den Trachtenfesten wurden verboten. Nach Kriegsende plante Bacher mit seinem Stellvertreter Conrad Adlmaier das Wiederaufnehmen der Aktivitäten. Im September 1945 gelang es ihm noch, bei den Besatzungsmächten die Erlaubnis zur Neugründung der Trachtenvereine zu erreichen. Zwei Monate später starb Thomas Bacher nach kurzer, schwerer Krankheit in Feldkirchen-Westerham, in der gleichen Wohnung, in die er über 50 Jahre zuvor als Holzknecht eingezogen war.
Begraben wurde Bacher auf dem Feldkirchner Friedhof. Wegen Auflagen der Besatzungsmacht konnten ihm nur wenige Menschen, darunter 14 Fahnenabordnungen, die letzte Ehre erweisen.
Bacher war 26 Jahre (von 1919 bis 1945) Vorstand des Gauverbandes und 20 Jahre (von 1925 bis 1945) Vorsitzender der Vereinigten Bayerischen Trachtenverbände. Er gilt als „prominenter Protagonist“ der Verbandentwicklung. Das findet auch in Ehrenbezeichnungen wie „Trachtenvater“ oder „Bacher Vater“ seinen Niederschlag.

## Ehrungen
- Ehrenvorsitzender des Gebirgs-Trachten-Erhaltungs-Vereins (GTEV) „d‘ Mangfalltaler“ Westerham[2]
- Portrait-Abbildung des „Trachtenvaters“ auf der Vereinsfahne von 1938 und Ehrenmitglied im GTEV „Achentaler“ Rohrdorf e.V.[9][8]